# Adriaan Zaanen
Adriaan Cornelis (Aad) Zaanen (Rotterdam, 14 juni 1913 – Wassenaar, 1 april 2003) was een Nederlands wiskundige. Hij is vooral bekend van zijn boeken over Riesz-ruimten (samen met Wim Luxemburg)

## Biografie
Aad Zaanen werd geboren op 14 juni 1913 te Rotterdam en was de oudste zoon in het gezin van Pieter Zaanen en Ariaantje de Bruijn. Hij bezocht de hogereburgerschool in Rotterdam (HBS), waarna hij aan de Universiteit Leiden wis- en natuurkunde ging studeren. In 1935 slaagde hij er voor het doctoraal examen. Voor zijn promotie deed hij onderzoek onder begeleiding van zijn promotor Johannes Droste. In 1938 promoveerde hij op het proefschrift getiteld "Over reeksen van eigenfuncties van zekere randproblemen". Dit handelde over het asymptotisch gedrag en de convergentie van eigenfuncties van de oplossingen van Sturm-Liouville-randwaardeproblemen.
Datzelfde jaar werd hij aangesteld als leraar wiskunde aan een middelbare school in Rotterdam, een positie die hij tot 1947 vervulde. Naast zijn werkzaamheden als leraar werd Zaanen in 1946, voor drie uur in de week, aangesteld als docent wiskunde aan de Technische Hogeschool Delft en als onbezoldigd privaatdocent aan de Leidse universiteit waar hij onder meer les gaf in Lebesgue-integratie. Een jaar later, in 1947, accepteerde Zaanen de functie van hoogleraar wiskunde aan de Technische Hogeschool Bandoeng in Nederlands-Indië. In 1950 keerde hij terug naar Nederland en kreeg een vaste aanstelling als hoogleraar in de zuivere wiskunde en mechanica aan de Technische Hogeschool Delft. Zes jaar later stapte hij over naar de Universiteit Leiden als hoogleraar wiskunde, met de leeropdracht wiskundige analyse, waar hij aanbleef tot zijn emeritaat in 1982. Bij zijn afscheid werd hij benoemd tot Ridder in de Orde van de Nederlandse Leeuw.
Naast zijn werkzaamheden als hoogleraar vervulde Zaanen ook een aantal nevenactiviteiten. Van 1965 tot 1972 was hij voorzitter van de vakgroep wiskunde van de Leidse universiteit en van 1953 tot zijn emeritaat was hij een van de redacteuren van het Nieuw Archief voor Wiskunde. Verder was hij van 1965 tot 1979 curator bij het toenmalige Mathematisch Centrum te Amsterdam. Het Koninklijk Wiskundig Genootschap, waarvan hij gedurende jaren 1970-1972 het voorzitterschap bekleedde, benoemde Zaanen in 1988 voor zijn vele verdiensten tot erelid.
In 1960 werd Zaanen gekozen tot lid van de Koninklijke Nederlandse Akademie van Wetenschappen (KNAW). Hij werd rustend lid in 1980.

## Werk
Ondanks de omstandigheden tijdens en na de Duitse bezetting van Nederland zette Zaanen in zijn vrije tijd zijn wiskundige onderzoek voort. Hij bestudeerde zowel Stefan Banachs "Théorie des Opérations Linéaires", over de grondslagen van de functionaalanalyse, als ook Marshall Harvey Stones "Linear Transformations in Hilbert Space". In deze periode schreef hij negen wetenschappelijke artikelen over integraalvergelijkingen met symmetriseerbare kernen welke in de periode 1946-47 werden gepubliceerd in Proceedings van de KNAW.
In 1953 publiceerde hij zijn boek "Linear Analysis", dat hij schreef toen hij hoogleraar te Delft was. Voor jaren zou dit boek een standaardwerk zijn op het gebied van de functionaalanalyse en de theorie van de integraalvergelijkingen.
Na zijn benoeming als hoogleraar in Leiden startte hij een langdurig onderzoeksprogramma naar de theorie van Riesz-ruimten, samen met zijn eerste doctoraalpromovendus Wim Luxemburg. Het grootste deel van de resultaten werd, in een reeks van vijftien artikelen, gepubliceerd in Proceedings van de KNAW, en ook in twee boeken "Riesz Spaces", die verschenen in 1971 (volume 1) en 1983 (volume 2).
- Bibsys: 90297835
- Bibliothèque nationale de France: cb122813204 (data)
- Biografisch Portaal: 99929460
- Gemeinsame Normdatei: 119225751
- International Standard Name Identifier: 0000 0001 0902 2693
- Library of Congress Control Number: n84801982
- Mathematics Genealogy Project: 10500
- Nationale Bibliotheek van Tsjechië: osd2012699179
- Nationale Bibliotheek van Israël: 987007421977505171
- Nederlandse Thesaurus van Auteursnamen: 068904983
- Système universitaire de documentation: 031635571
- Virtual International Authority File: 54209011
- WorldCat: E39PBJfWVDjYr8XBtxPdQFdPcP